# 에든버러 웨이벌리역

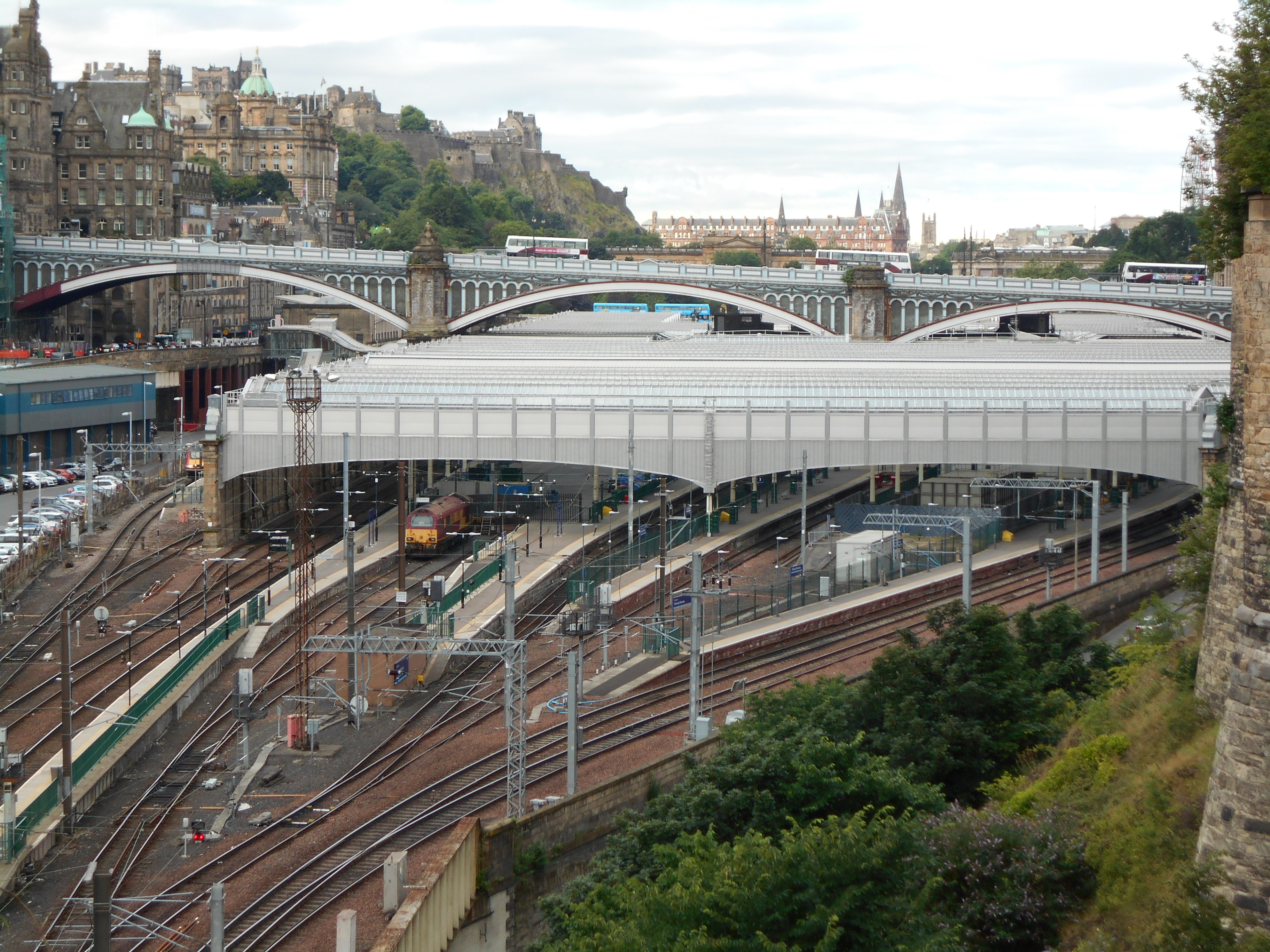
에든버러 웨이벌리 역

에든버러 웨이벌리 역(영어: Edinburgh Waverley station, 스코틀랜드 게일어: Waverley Dhùn Èideann)은 스코틀랜드 에든버러에 있는 주요 역이다. 스코틀랜드에서 글래스고 센트럴 역에 이어 두 번째로 붐비는 역이며, 랜드마크 역할을 하는 발모랄 호텔과 호텔 건물 꼭대기의 시계탑으로 유명하다.